# Кукурудзяний суп
Кукурудзяний суп — це суп з кукурудзи, зазвичай з солодкої кукурудзи. Спочатку страва була поширена лише у районах виробництва кукурудзи у світі, а зараз воно отримало широке поширення через більший розповсюдження культури. Типовими інгредієнтами є кукурудза, зрізана з качанів, вода, масло та борошно, з сіллю та перцем. Додаткові інгредієнти залежать від регіону і можуть включати яйця.

## Корінні американці
Кукурудза, будучи основною культурою для багатьох індіанських племен, призвела до того, що кукурудзяний суп став основною їжею серед них. М. Р. Харрінгтон повідомив, що 1908 р. кукурудзяний суп onno'kwǎ' був найпопулярнішою стравою для індіанців сенека. Він також заявив, що «індіанці, язичники чи християни, рідко зустрічаються […] без чайника onno'kwǎ', гарячого та солоного». Суп подавали під час релігійних заходів, люди отримували черпак кожного разу, коли оточували чайник.

## Список страв з кукурудзяного супу

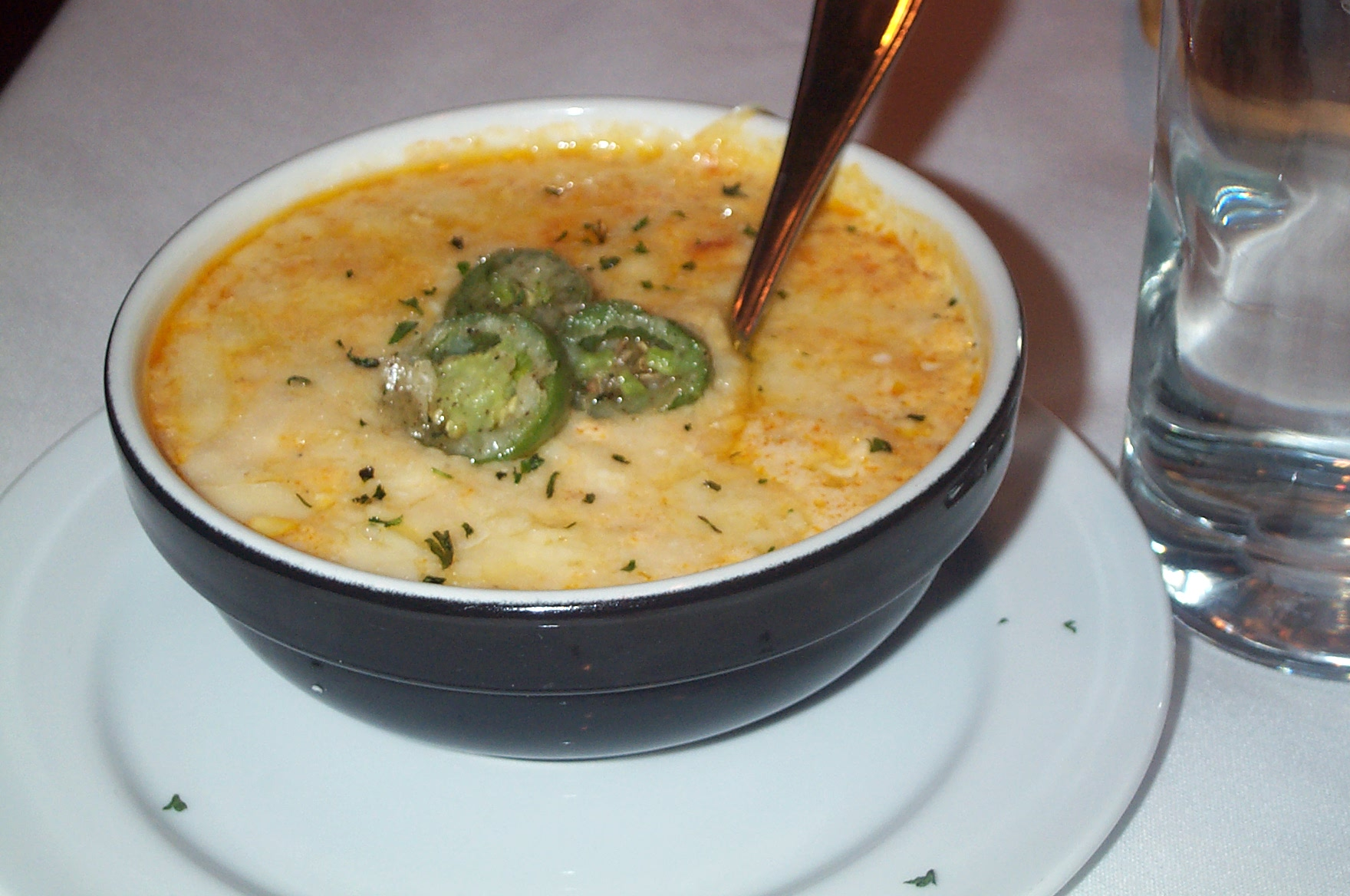
Кукурудзяний суп-крем у Сполучених Штатах

Кілька видів супів готуються з використанням кукурудзи як основного інгредієнта.
- Крем-суп
- Солодкий кукурудзяний суп
- Крабовий кукурудзяний суп
- Китайський солодкий кукурудзяний суп (юміген або суміген)
- Суп із сушеної (індійської) кукурудзи
- Мексиканський кукурудзяний суп
- Кукурудзяний суп у тибетському стилі (Ashom Tang)
- Суам на маїс
- Гінатаанг маїс
- Курячий кукурудзяний суп (Пенсинвальський голландський суп зі звареними круто яєчними білками замість локшини)